# Associazione Calcio Hellas Verona 1962-1963
Questa voce raccoglie le informazioni riguardanti l'Associazione Calcio Hellas Verona nelle competizioni ufficiali della stagione 1962-1963.

## Stagione
Nella stagione 1962-63, l'Hellas Verona disputa il campionato di Serie B sotto la guida tecnica della bandiera Guido Tavellin. Trascinati dai gol di Nicola Cicciolo, gli scaligeri chiudono al settimo posto.
La vera impresa viene compiuta in Coppa Italia: la squadra supera il Lecco al Primo Turno qualificandosi agli ottavi, dove supera la Lucchese per 6-5 ai rigori (sul campo era finita 1-1). Ai quarti trova la Juventus di Omar Sívori e in barba ai pronostici gli scaligeri eliminano i sabaudi allo scadere grazie alla rete di Giorgio Maioli (unica vittoria dei gialloblù nella Torino bianconera) a 20" dalla fine, salvo poi arrendersi al Torino in semifinale che perderà la finale di San Siro contro l'Atalanta.

## Rosa
| N. |                   | Ruolo | Calciatore          |
| -- | ----------------- | ----- | ------------------- |
|    | Italia (bandiera) | P     | Giorgio Bissoli     |
|    | Italia (bandiera) | P     | Santino Ciceri      |
|    | Italia (bandiera) | D     | Auro Enzo Basiliani |
|    | Italia (bandiera) | D     | Remo Carletti       |
|    | Italia (bandiera) | D     | Eros Fassetta       |
|    | Italia (bandiera) | D     | Giuseppe Peretta    |
|    | Italia (bandiera) | D     | Giancarlo Savoia    |
|    | Italia (bandiera) | D     | Gianni Tanello      |
|    | Italia (bandiera) | D     | Osvaldo Verdi       |
|    | Italia (bandiera) | C     | Enrico Albrigi      |
|    | Italia (bandiera) | C     | Italo Bonatti       |
|    | Italia (bandiera) | C     | Pierluigi Cera      |
|    | Italia (bandiera) | C     | Piero Ciocchetti    |

| N. |                   | Ruolo | Calciatore               |
| -- | ----------------- | ----- | ------------------------ |
|    | Italia (bandiera) | C     | Lino Golin               |
|    | Italia (bandiera) | C     | Giorgio Maioli           |
|    | Italia (bandiera) | C     | Luciano Pacco            |
|    | Italia (bandiera) | C     | Giovan Battista Pirovano |
|    | Italia (bandiera) | C     | Giovanni Sonato          |
|    | Italia (bandiera) | C     | Erasmo Zamperlini        |
|    | Italia (bandiera) | C     | Luigi Zannier            |
|    | Italia (bandiera) | A     | Nicola Ciccolo           |
|    | Italia (bandiera) | A     | Eugenio Fantini          |
|    | Italia (bandiera) | A     | Federico Jaconissi       |
|    | Italia (bandiera) | A     | Adriano Maschietto       |
|    | Italia (bandiera) | A     | Giovanni Zavaglio        |

## Risultati

### Serie B

#### Girone di andata
| 16 settembre 1962 1ª giornata | Pro Patria | 2 – 0 | Verona |  |

| 23 settembre 1962 2ª giornata | Parma | 1 – 4 | Verona |  |

| 30 settembre 1962 3ª giornata | Verona | 0 – 0 | Cagliari |  |

| 7 ottobre 1962 4ª giornata | Brescia | 1 – 1 | Verona |  |

| 13 ottobre 1962 5ª giornata | Verona | 0 – 0 | Messina |  |

| 9 novembre 1952 6ª giornata | Verona | 1 – 1 | Cosenza |  |

| 28 ottobre 1962 7ª giornata | Triestina | 1 – 2 | Verona |  |

| 4 novembre 1962 8ª giornata | Verona | 0 – 0 | Bari |  |

| 11 novembre 1962 9ª giornata | Verona | 1 – 0 | Foggia & Incedit |  |

| 18 novembre 1962 10ª giornata | Simmenthal-Monza | 3 – 1 | Verona |  |

| 25 novembre 1962 11ª giornata | Verona | 0 – 1 | Catanzaro |  |

| 2 dicembre 1962 12ª giornata | Alessandria | 0 – 0 | Verona |  |

| 16 dicembre 1962 13ª giornata | Lazio | 0 – 2 | Verona |  |

| 23 dicembre 1962 14ª giornata | Verona | 3 – 0 | Sambenedettese |  |

| 30 dicembre 1962 15ª giornata | Verona | 1 – 1 | Padova |  |

| 6 gennaio 1963 16ª giornata | Lecco | 2 – 1 | Verona |  |

| 13 gennaio 1963 17ª giornata | Como | 0 – 1 | Verona |  |

| 20 gennaio 1963 18ª giornata | Verona | 1 – 0 | Lucchese |  |

| 27 gennaio 1963 19ª giornata | Udinese | 1 – 1 | Verona |  |

#### Girone di ritorno
| 3 febbraio 1963 20ª giornata | Verona | 1 – 0 | Pro Patria |  |

| 10 febbraio 1963 21ª giornata | Verona | 0 – 0 | Parma |  |

| 17 febbraio 1963 22ª giornata | Cagliari | 3 – 2 | Verona |  |

| 24 febbraio 1963 23ª giornata | Verona | 2 – 0 | Brescia |  |

| 3 marzo 1963 24ª giornata | Messina | 0 – 0 | Verona |  |

| 10 marzo 1963 25ª giornata | Cosenza | 0 – 0 | Verona |  |

| 17 marzo 1963 26ª giornata | Verona | 4 – 1 | Triestina |  |

| 24 marzo 1963 27ª giornata | Bari | 2 – 1 | Verona |  |

| 7 aprile 1963 28ª giornata | Foggia & Incedit | 1 – 0 | Verona |  |

| 14 aprile 1963 29ª giornata | Verona | 2 – 1 | Simmenthal-Monza |  |

| 21 aprile 1963 30ª giornata | Catanzaro | 1 – 0 | Verona |  |

| 28 aprile 1963 31ª giornata | Verona | 1 – 0 | Alessandria |  |

| 5 maggio 1963 32ª giornata | Verona | 1 – 0 | Lazio |  |

| 12 maggio 1963 33ª giornata | Sambenedettese | 1 – 0 | Verona |  |

| 19 maggio 1963 34ª giornata | Padova | 4 – 2 | Verona |  |

| 26 maggio 1963 35ª giornata | Verona | 1 – 3 | Lecco |  |

| 2 giugno 1963 36ª giornata | Verona | 1 – 0 | Como |  |

| 9 giugno 1963 37ª giornata | Lucchese | 2 – 1 | Verona |  |

| 16 giugno 1963 38ª giornata | Verona | 2 – 1 | Udinese |  |

### Coppa Italia
| Arbitro: | D'Agostini (Roma) |

|                                   |           |  |
| Pacco 20’ Fantini 53’ Ciccolo 86’ | Marcatori |  |

| Arbitro: | Cataldo (Siderno) |

|            |                      |              |
| Ciccolo 2’ | Marcatori            | 26’ Ghiadoni |
| Pirovano   | Tiri di rigore 6 – 5 | Castano      |

| Arbitro: | Angelini (Firenze) |

|  |           |            |
|  | Marcatori | 90’ Maioli |

| Arbitro: | Grignani (Milano) |

|                          |           |                    |
| Locatelli 41’ Crippa 44’ | Marcatori | 33’ (rig.) Ciccolo |

## Statistiche

### Statistiche di squadra
| Competizione | Punti | In casa | In casa | In casa | In casa | In casa | In casa | In trasferta | In trasferta | In trasferta | In trasferta | In trasferta | In trasferta | Totale | Totale | Totale | Totale | Totale | Totale | DR  |
| Competizione | Punti | G       | V       | N       | P       | Gf      | Gs      | G            | V            | N            | P            | Gf           | Gs           | G      | V      | N      | P      | Gf     | Gs     | DR  |
| ------------ | ----- | ------- | ------- | ------- | ------- | ------- | ------- | ------------ | ------------ | ------------ | ------------ | ------------ | ------------ | ------ | ------ | ------ | ------ | ------ | ------ | --- |
| Serie B      | 41    | 19      | 11      | 6       | 2       | 22      | 9       | 19           | 4            | 5            | 10           | 19           | 25           | 38     | 15     | 11     | 12     | 41     | 34     | +7  |
| Coppa Italia |       | 2       | 1       | 1       | 0       | 4       | 1       | 2            | 1            | 0            | 1            | 2            | 2            | 4      | 2      | 1      | 1      | 6      | 3      | +3  |
| Totale       |       | 21      | 12      | 7       | 2       | 26      | 10      | 21           | 5            | 5            | 11           | 21           | 27           | 42     | 17     | 12     | 13     | 47     | 37     | +10 |

### Statistiche dei giocatori
| Giocatore     | Serie B  | Serie B | Coppa Italia | Coppa Italia | Totale   | Totale |
| Giocatore     | Presenze | Reti    | Presenze     | Reti         | Presenze | Reti   |
| ------------- | -------- | ------- | ------------ | ------------ | -------- | ------ |
| E. Albrigi    | 11       | 1       | 2            | 0            | 13       | 1      |
| A. Basiliani  | 33       | 2       | 3            | 0            | 36       | 2      |
| G. Bissoli    | 4        | -7      | -            | -            | 4        | -7     |
| I. Bonatti    | 2        | 0       | 2            | 0            | 4        | 0      |
| R. Carletti   | 3        | 0       | 1            | 0            | 4        | 0      |
| P. Cera       | 33       | 2       | 4            | 0            | 37       | 2      |
| N. Ciccolo    | 34       | 17      | 3            | 3            | 37       | 20     |
| S. Ciceri     | 34       | -27     | 4            | -3           | 38       | -30    |
| P. Ciocchetti | 17       | 0       | 1            | 0            | 18       | 0      |
| E. Fantini    | 36       | 7       | 2            | 1            | 38       | 8      |
| E. Fassetta   | 34       | 0       | 3            | 0            | 37       | 0      |
| L. Golin      | 7        | 0       | 1            | 0            | 8        | 0      |
| F. Jaconissi  | 5        | 1       | 1            | 0            | 6        | 1      |
| G. Maioli     | 27       | 2       | 3            | 1            | 30       | 3      |
| A. Maschietto | 11       | 0       | 1            | 0            | 12       | 0      |
| L. Pacco      | 22       | 2       | 3            | 1            | 25       | 3      |
| G. Peretta    | 20       | 0       | 1            | 0            | 21       | 0      |
| G.B. Pirovano | 36       | 6       | 3            | 0            | 39       | 6      |
| G. Savoia     | 20       | 1       | 1            | 0            | 21       | 1      |
| G. Sonato     | 1        | 0       | -            | -            | 1        | 0      |
| G. Tanello    | 2        | 0       | -            | -            | 2        | 0      |
| O. Verdi      | 6        | 0       | 2            | 0            | 8        | 0      |
| E. Zamperlini | 8        | 0       | 1            | 0            | 9        | 0      |
| L. Zannier    | 10       | 0       | 1            | 0            | 11       | 0      |
| G. Zavaglio   | 2        | 0       | 1            | 0            | 3        | 0      |